# Petromica plumosa
Petromica plumosa är en svampdjursart som först beskrevs av James Barrie Kirkpatrick 1903.  Petromica plumosa ingår i släktet Petromica och familjen Desmanthidae. Inga underarter finns listade i Catalogue of Life.